# Phnom Penh Post
Le Phnom Penh Post est un quotidien en anglais du Cambodge. Il fut fondé en 1992 par l'éditeur Michael Hayes et est publié en format Berliner.
En 2002, le Phnom Penh Post est publié en 6 000 exemplaires et son lectorat est de 20 000 personnes répartis dans plus de 40 pays.
Le journal, d'abord bimensuel, devient quotidien en 2008. Il a notamment révélé de nombreux scandales politiques et enquête régulièrement sur les violations des droits de l'homme. La sortie d'une version en khmer est annoncée en 2009.
En mai 2018, il est mis en faillite, se voyant soudainement réclamer cinq millions de dollars par le fisc,, puis est vendu à un homme d'affaires malaisien, Sivakumar Ganapthy, qui dirige une entreprise de relations publiques qui a déjà travaillé pour le gouvernement cambodgien de Hun Sen. Cela provoque le départ du quotidien de treize journalistes étrangers, qui dénoncent la perte de l'indépendance éditoriale du Phnom Penh Post. Chad Williams, ancien rédacteur en chef du journal, soupçonne le gouvernement d'avoir forcé cette vente.
L'année précédente, The Cambodia Daily, un autre journal cambodgien en langue anglaise, s'était vu lui aussi réclamer par le fisc une somme s'élevant à 6.3 millions de dollars.